# Karl Berger (Fußballspieler)
Karl „Charly“ Berger (* 13. Juni 1951 in Stuttgart) ist ein ehemaliger deutscher Fußballspieler. Der Stürmer spielte zwischen 1971 und 1978 für den VfB Stuttgart, den Karlsruher SC sowie für den SC Fortuna Köln in der 1. und 2. Fußball-Bundesliga, anschließend erreichte er in der ersten belgischen Liga mit dem KFC Winterslag und Thor Waterschei die Qualifikation für den Europapokal. Seine fußballerische Karriere ließ Berger als Spielertrainer und Trainer in der Schweiz ausklingen.

## Jugend und erste Profijahre beim VfB Stuttgart
Berger wurde in Fellbach als D-Jugendspieler als Talent entdeckt und für die Jugendabteilung des VfB Stuttgart geworben. Er durchlief unter Trainer Willi Richter in dem Jahrgang die Jugendmannschaften des VfB, aus dem auch weitere spätere Profispieler wie Karl-Heinz Handschuh, Wolfgang Frank und Horst Köppel hervorgingen. Berger wurde auch in die Jugendnationalmannschaft berufen, wo er in einer Mannschaft mit Paul Breitner, Rolf Rüssmann und Uli Hoeneß stand und von Udo Lattek trainiert wurde.
Nach zwei Jahren in der Amateurmannschaft des VfB zählte Berger 1970 erstmals zum Kader der Bundesligamannschaft unter Trainer Branko Zebec und im ersten Spiel der Saison 1971/72 kam er erstmals zum Einsatz. Er konnte sich allerdings in dieser und der darauf folgenden Spielzeit nicht in die Stammformation spielen und kam nur auf 13 bzw. 16 Einsätze und jeweils zwei Tore.

## Karlsruher SC (1973–1978)
Im Sommer 1973 wechselte Berger zum Karlsruher SC, der 1973/74 im letzten Jahr der Regionalliga Süd zweitklassig spielte. Als Ablöse musste der KSC 150.000 Mark auf den Tisch legen, eine für damalige Verhältnisse hohe Summe – die anderen sechs Neuverpflichtungen des Sportclubs in dieser Spielzeit hatten zusammengenommen genauso viel gekostet. Berger konnte die dementsprechend hohen Erwartungen anfangs nicht erfüllen, galt bei manchen bereits als Fehleinkauf. Dennoch erzielte der Mittelstürmer im ersten Jahr 11 Tore in 33 Spielen und war damit bester Torschütze der in diesem Jahr stark verjüngten badischen Mannschaft, die diese Spielzeit mit einem 8. Platz abschlossen.
Gemeinsam mit Berger war 1973 Carl-Heinz Rühl als Trainer nach Karlsruhe gekommen, und dessen Arbeit trug in der Zweitligasaison 1974/75 Früchte. Zu dieser Spielzeit war mit Bernd Hoffmann ein neuer Mittelstürmer in den Wildpark gewechselt, der mit 25 Treffern Torschützenkönig der 2. Liga Süd wurde und damit entscheidend zur Meisterschaft und damit dem Bundesligaaufstieg des KSC beitrug. Berger war im Drei-Mann-Sturm als Rechtsaußen aufgestellt und bildete mit Roland Vogel die „Flügelzange“ der Karlsruher; Berger erzielte 10, Vogel 6 Tore in der Aufstiegssaison. Der Aufstieg war von einer großen Euphorie im Umfeld begleitet, da er zu einem unerwarteten Zeitpunkt kam und eine lange, sieben Jahre dauernde Zeit der Zweitklassigkeit beendete.
In die erste Bundesligasaison hatte der KSC einen passablen Saisonstart, nach einem 2:0 in Düsseldorf am 8. Spieltag belegte der Sportclub sogar Platz 5, doch die teilweise auch verletzungsbedingte Ladehemmung von Torjäger Hoffmann, der in der Vorrunde nur zwei Tore in 13 Einsätzen erzielte, machte sich in der mangelhaften Torausbeute bemerkbar, und man gewann im Jahr 1975 kein weiteres Spiel. Noch in der laufenden Runde wurde mit dem Dänen Ove Flindt-Bjerg ein weiterer Stürmer verpflichtet, doch dessen Torquote passte sich der seiner Mitspieler an. Charly Berger traf bei 30 Einsätzen lediglich bei einem „Doppelpack“ im Heimspiel gegen Duisburg und einmal in Bochum; interner „Torschützenkönig“ wurde Mittelfeldspieler Martin Kübler mit nur 6 Toren. Dennoch reichte es für den Karlsruher SC für den Klassenerhalt, anders als im zweiten Jahr. Zwar hatte Rühl mit der Verpflichtung von Norbert Janzon in dieser Spielzeit bei der Stürmersuche mehr Glück als im Vorjahr – Janzon erzielte 16 Tore – und auch Berger konnte seine Ausbeute gegenüber der Vorsaison auf immerhin 6 Tore in 24 Spielen verbessern. Ein persönlicher Höhepunkt für Berger war das Spiel am 4. Dezember 1976, bei dem er im „Spiel seines Lebens“ drei Treffer beim sensationellen 4:0-Erfolg gegen den amtierenden deutschen Meister Borussia Mönchengladbach erzielte; zwei Tage nach der Geburt seiner ersten Tochter. Der KSC verspielte jedoch mit einer katastrophalen Schlussphase den schon sicher geglaubten Klassenerhalt und musste den Gang in die 2. Bundesliga antreten.
Im Gegensatz zu vielen anderen Stützen der Mannschaft blieb Berger dem Verein auch nach dem Abstieg treu. Mit dem neuen Trainer Bernd Hoss und einem sich in bester Torlaune präsentierenden neuen Mittelstürmer Emanuel Günther gelang dem KSC auch ein sehr erfolgreicher Start in die neue Spielzeit 1977/78: Nach dem 12. Spieltag war man Spitzenreiter der Liga. Zur Überraschung aller wurde Hoss genau zu diesem Zeitpunkt durch die Vereinsführung entlassen und durch Rolf Schafstall ersetzt. Von diesem Zeitpunkt an ging es mit den Leistungen bergab und der angestrebte sofortige Wiederaufstieg wurde mit Platz 7 deutlich verpasst. Hinter Günther hatte Berger mit 14 Toren Platz 2 in der internen Torschützenliste belegt.

## Fortuna Köln, KFC Winterslag, Thor Waterschei (1978–1983)
Berger, unzufrieden mit der sportlichen Entwicklung, verließ den Karlsruher SC und wechselte zum SC Fortuna Köln. Aufgrund vereinsinterner Probleme verließ er den Verein jedoch nach nur drei Monaten im Oktober 1978 wieder und ging zum KFC Winterslag (heute KRC Genk) in Belgien. Dort knüpfte er an frühere Erfolge an und spielte sich sofort in die Stammformation. 1981 erreichte er mit dem Verein den 5. Platz und damit die Qualifikation für den UEFA-Pokal. 1982 wechselte er zum belgischen Ligakonkurrenten und Pokalsieger Thor Waterschei (heute ebenfalls KRC Genk), so dass sich für Berger weitere Spiele im Europapokal der Pokalsieger anschlossen; man setzte sich dort im Viertelfinale durch ein 0:2 und 3:0 n. V. gegen Paris Saint-Germain durch, musste sich aber im Halbfinale gegen den späteren Cupgewinner FC Aberdeen geschlagen geben.
Insgesamt absolvierte Berger für die beiden belgischen Erstligisten 123 Ligaspiele, in denen er 39 Tore erzielte. Für Winterslag stand er fünf Mal im UEFA-Cup und für Waterschei sechs Mal im Europapokal der Pokalsieger auf dem Platz.

## Karriereausklang in der Schweiz
Seine fußballerische Karriere ließ Karl Berger schließlich als Spielertrainer beim Schweizer C-Ligisten FC Schaffhausen ausklingen, mit dem er auf Anhieb den Aufstieg in die Nationalliga B erreichte. Anschließend war er als Trainer des FC Baden tätig.
Über bereits während seiner Trainertätigkeit in Baden geknüpften Kontakte begann Berger an seiner weiteren beruflichen Laufbahn zu arbeiten und machte sich schließlich im IT-Bereich selbständig. Heute arbeitet er als Account-Manager im Vertrieb eines großen Computer-Dienstleisters und lebt in Überlingen am Ried, einem Stadtteil von Singen (Hohentwiel).